# 杭州嘉里中心

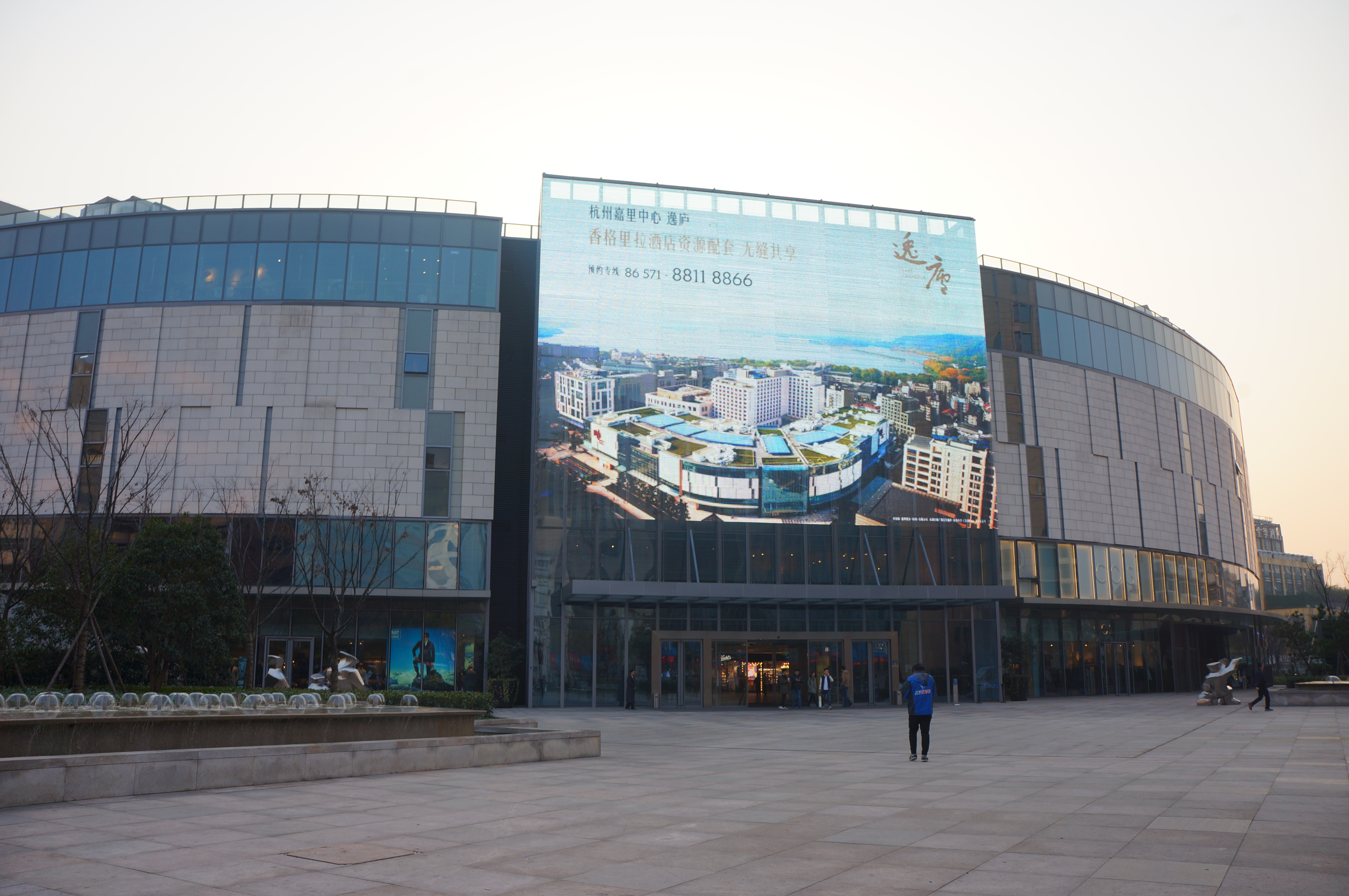
南侧外立面

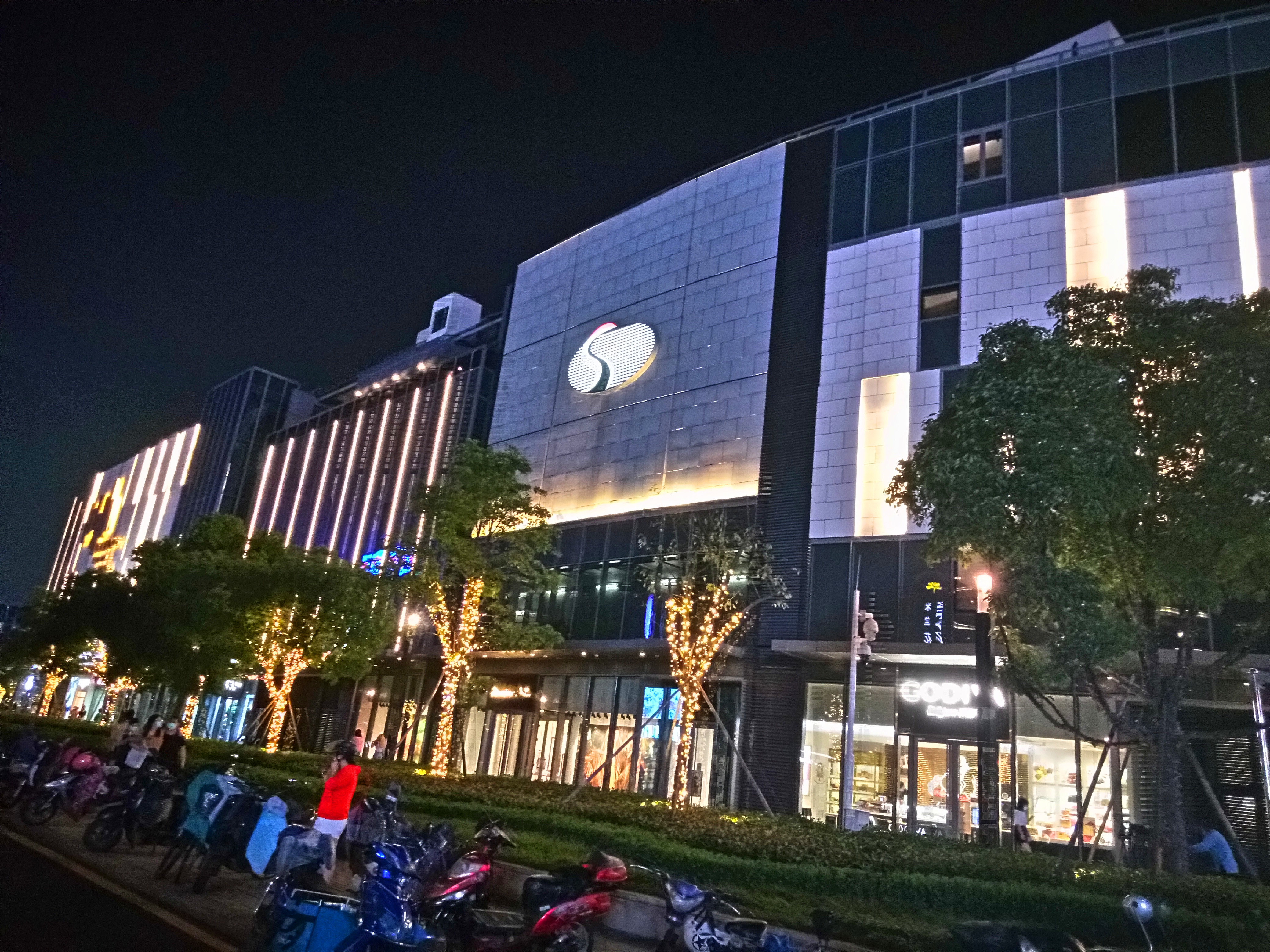
夜景

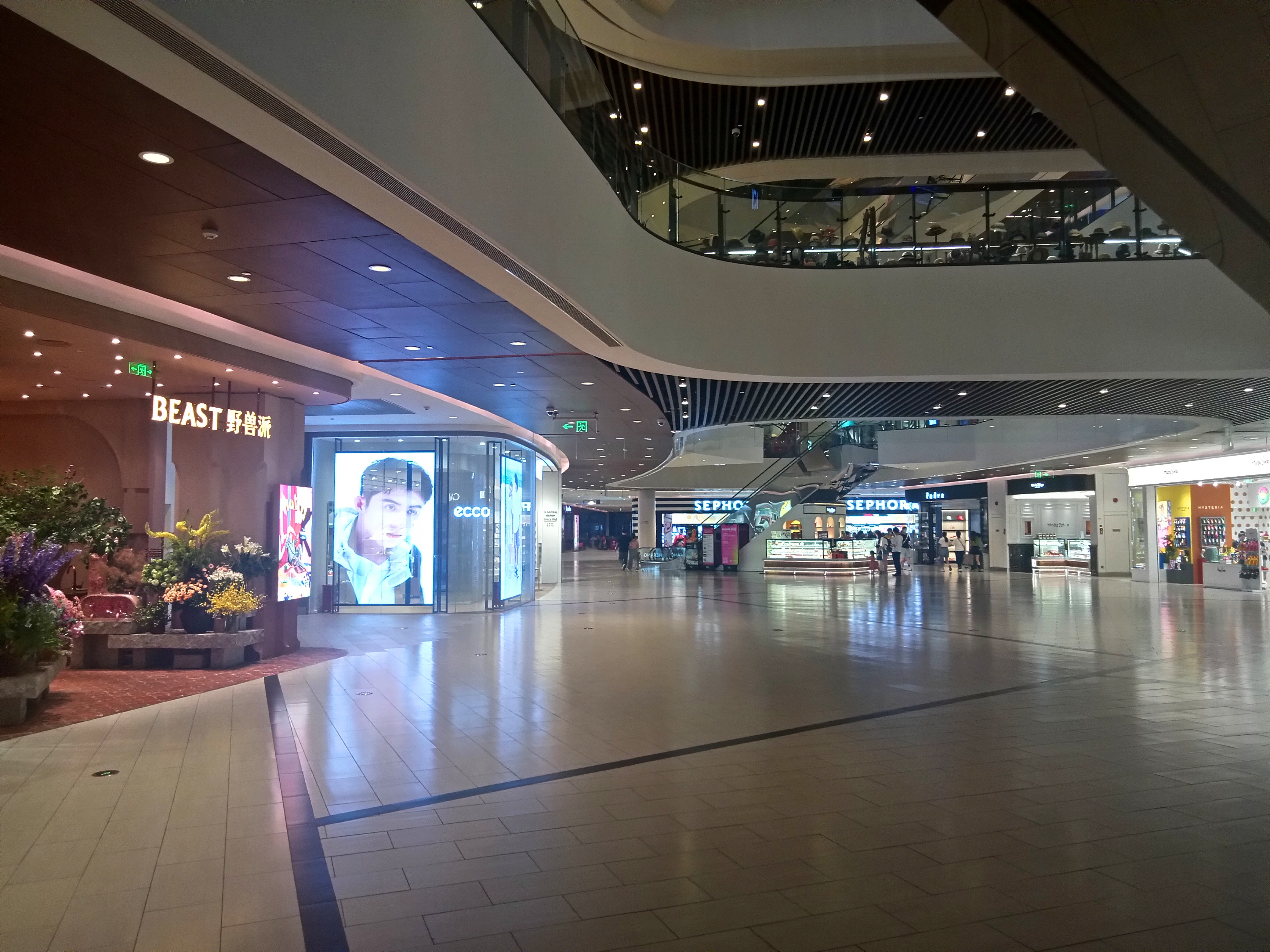
商场内部

杭州嘉里中心是位于杭州市拱墅区延安路的一处商业综合体，项目总楼面面积共220万平米。原址是浙江大学湖滨校区，2005年10月21日，嘉里建设杭州有限公司以24.6亿元的价格拍卖取得该校区地块，后建成大型时尚商场、一幢甲级写字楼、杭州城中香格里拉大酒店、服务式公寓（逸庐）。2016年陆续落成开业。

## 简介
杭州城中香格里拉大酒店是杭州第二家香格里拉品牌酒店（首家是1984年开业、位于北山街的杭州香格里拉饭店），五星级，设有417间客房和各式餐饮、商务、休闲设施，其中宴会厅规模达1700平米，2016年3月12日开业。
2016年11月29日开始试营业的商场有六层（包括地下一层），总面积10.8万平米，入驻商家主要有杭州百美汇影城嘉里中心店（百老汇院线旗下）、Olé超市、Hard Rock Café（首次入驻杭州）、翠园餐厅（港式饮茶文化）和超过1300平米的Under Armour运动体验旗舰店，设有地下车位1700个，为杭州市中心面积最大的停车场。
写字楼高十层，位于杭州城市建设陈列馆北边。
服务式公寓——逸庐总楼面面积约33万平米，于2017年落成。